# بارا دوآنی
بارا دوآنی (به لاتین: Bara Doani) یک منطقهٔ مسکونی در بنگلادش است که در ناحیه برگونه واقع شده‌است.